# Ennomos carpiniaria
Ennomos carpiniaria är en fjärilsart som beskrevs av Stephens 1831. Ennomos carpiniaria ingår i släktet Ennomos och familjen mätare. Inga underarter finns listade i Catalogue of Life.